# Dicy
Dicy là một xã của Pháp,tọa lạc ở tỉnh Yonne trong vùng Bourgogne-Franche-Comté.
Dicy có diện tích 10,24  km², dân số năm 1999 là 315 người.

## Thông tin nhân khẩu
| Năm | 1962 | 1968 | 1975 | 1982 | 1990 | 1999 |
| --- | ---- | ---- | ---- | ---- | ---- | ---- |
| Dân số | 240  | 258  | 261  | 271  | 300  | 315  |
| From the year 1962 on: No double counting—residents of multiple communes (e.g. students and military personnel) are counted only once. |      |      |      |      |      |      |

## Công trình nổi bật
- La Fabuloserie, một viện bảo tàng được Alain Bourbonnais khai trương năm 1982.